# Sturtevant (Wisconsin)
Sturtevant es una villa ubicada en el condado de Racine en el estado estadounidense de Wisconsin. En el Censo de 2010 tenía una población de 6.970 habitantes y una densidad poblacional de 641,66 personas por km².

## Geografía
Sturtevant se encuentra ubicada en las coordenadas 42°42′1″N 87°54′6″O / 42.70028, -87.90167. Según la Oficina del Censo de los Estados Unidos, Sturtevant tiene una superficie total de 10.86 km², de la cual 10.86 km² corresponden a tierra firme y (0.02%) 0 km² es agua.

## Demografía
Según el censo de 2010, había 6.970 personas residiendo en Sturtevant. La densidad de población era de 641,66 hab./km². De los 6.970 habitantes, Sturtevant estaba compuesto por el 78.78% blancos, el 15.93% eran afroamericanos, el 0.66% eran amerindios, el 1.05% eran asiáticos, el 0.04% eran isleños del Pacífico, el 1.33% eran de otras razas y el 2.21% pertenecían a dos o más razas. Del total de la población el 6.08% eran hispanos o latinos de cualquier raza.